# District de Jinkouhe
Le district de Jinkouhe (金口河区 ; pinyin : Jīnkǒuhé Qū) est une subdivision administrative de la province du Sichuan en Chine. Il est placé sous la juridiction de la ville-préfecture de Leshan.